# شهرام اقبال‌زاده

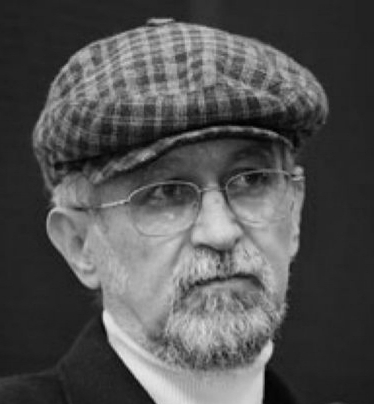
نویسنده، مترجم، منتقد ادبی

شهرام اقبال زاده، نویسنده، مترجم و منتقد ادبیات کودکان و نوجوانان است.

## زندگی
شهرام اقبال زاده، مترجم، نویسنده، ویراستار و منتقد ادبیات کودک و نوجوان در سال ۱۳۳۳ در شهر کرمانشاه به دنیا آمد. او دانش‌آموخته زبان و ادبیات انگلیسی در دانشگاه تهران است. شهرام اقبال زاده فعالیت ادبی خود را با انتشار مقالاتی دربارهٔ ادبیات به ویژه ادبیات کودک و نوجوان در مطبوعات شروع کرد و با عضویت در نهادهای ادبی مانندانجمن نویسندگان کودک و نوجوان، و شورای کتاب کودک گسترش داد. او دو دوره عضو هیئت مدیرهٔ انجمن نویسندگان کودک و نوجوان، و دبیر و سخنگوی آن بوده‌است.
وی دارای دو دختر به نام‌های پانته‌آ و پگاه است. پانته‌آ نیز مترجم ادبیات کودک بود که در تیرماه ۱۴۰۲ با مرگی خودخواسته به زندگی خود پایان داد. وی در نامه‌ای به پدرش علت خودکشی خود را ناامیدی از وضعیت مملکت اعلام کرد.

## آثار

### گزیده کتاب‌های او
- گزیده مقالات و داستان‌های عامه پسند، شهرام اقبال زاده، ناشر وزارت فرهنگ و ارشاداسلامی دفتر مطالعات ادبیات داستانی، چاپ اول: ۱۳۸۰.
- بی نظمی نوین جهانی، تزوتان تودورف، مترجم شهرام اقبال زاده، پرویز علوی، نشر اختران، چاپ اول ۱۳۸۶.
- گاندی، شهرام اقبال زاده، پگاه اقبال زاده، کانون پرورش فکری کودکان و نوجوانان، چاپ اول ۱۳۸۸.
- یاد مهرگان، یادداشت‌هایی دربارهٔ نادر ابراهیمی، شهرام اقبال زاده، خانه کتاب، چاپ اول ۱۳۹۰.
- درد جاودانگی: قیصرامین پور، خاطره‌ها و نقدها به اهتمام شهرام افبال زاده، جمال الدین اکرمی، خانه کتاب و انجمن نویسندگان کودک و نوجوان، چاپ اول ۱۳۹۱.
- ارج نامه عاشقی، شهرام اقبال زاده (رازآور)، انتشارات کتابدار، چاپ اول ۱۳۹۳.
- روان‌شناسی نوجوان، اکرم پدرام نیا، پیش گفتار و ویرایش شهرام اقبال زاده، نشر قطره، چاپ اول ۱۳۸۸.
- درآمدی بر ادبیات کودک؛ از رمانتیسیسم تا پست مدرنیسم، دبورا کوگان تکر، جین وب، ترجمه مؤسسه خط ممتد، ویراستار شهرام اقبال زاده، نشر کانون پرورش فکری کودکان و نوجوانان؛ چاپ اول ۱۳۹۱.
- ساختار انقلاب‌های علمی، توماس اس کوهن، مترجم عباس طاهری، ویراستار شهرام اقبال زاده، نشر قصه، چاپ اول ۱۳۹۲.
- روان‌شناسی «خواندن و ترویج کتابخوانی» (چگونه کودکان و نوجوانان را به خواندن علاقه‌مند کنیم؟)، اکرم پدرام نیا، ویراستار شهرام اقبال زاده، نشر قطره، چاپ اول ۱۳۹۲.
- در خرابات مغان، داریوش مهرجویی، ویراستار شهرام اقبال زاده، نشر قطره، چاپ اول ۱۳۹۲.
- دولت‌های فرومانده، نوام چامسکی، مترجم اکرم پدرام نیا، ویراستار شهرام اقبال زاده، نشر قطره، چاپ اول ۱۳۹۳.

### گزیده مقالات او در مطبوعات
- نقد ادبی علم یا هنر؟ شهرام اقبال زاده، کتاب ماه کودک و نوجوان، اسفند ۱۳۷۹، فروردین ۱۳۸۰، شماره ۴۱ و ۴۲.
- مترجمان استاین در آینه نقد، شهرام اقبال زاده، پژوهشنامه ادبیات کودک و نوجوان، بهار ۱۳۸۰، شماره ۱۲۴.
- فصلی از یک کتاب: کارکرد زبان در ادبیات کودک، موراوی ناولر، کرستن مامجر، مترجم شهرام اقبال زاده، کتاب ماه کودک و نوجوان، اردیبهشت ۱۳۸۰، شماره ۴۳.
- مترجم کیست و ترجمه چیست؟، شهرام اقبال زاده، کتاب ماه کودک و نوجوان، تیر ۱۳۸۲، شماره۶۹.
- سردرگمی و آشفتگی در ترجمه متون نظری، شهرام اقبال زاده، کتاب ماه کودک و نوجوان، شهریور ۱۳۸۲، شماره۷۱.
- اسطوره، سیاست و ادبیات، شهرام اقبال زاده، کتاب ماه کودک و نوجوان، مهر ۱۳۸۲، شماره۷۲.
- ادبیات چیست؟، ربکا یلوکانتس، مترجم شهرام اقبال زاده، کتاب ماه کودک و نوجوان، اسفند ۱۳۸۲، شماره۷۷.
- جامعه‌شناسی یک اسطوره، شهرام اقبال زاده، کتاب ماه کودک و نوجوان، فروردین ۱۳۸۳، شماره۷۸.
- سیلوراستاین شاعر و نویسنده خردسالان یا بزرگسالان: سبک و زبان در شعرهای سیلوراستاین، شهرام اقبال زاده، مجله گوهران، تابستان ۱۳۸۳، شماره۴.
- بگذارید قصه‌ها و افسانه‌های ملل دست به دست بچرخد، شهرام اقبال زاده، نشریهٔ فرهنگ مردم، زمستان ۱۳۸۴، شماره۱۶.
- ادبیات داستانی و شعر: دیگر طالبی نمی‌خورم، مترجمان شازده کوچولو زیر ذره بین نقد، شهرام اقبال زاده، کتاب ماه کودک و نوجوان، خرداد، تیر و مرداد ۱۳۸۵، شماره ۱۰۴–۱۰۵.
- پژوهش‌های بنیادین فرهنگ عمومی جهانی شدن و ادبیات کودک، شهرام اقبال زاده، کتاب ماه کودک و نوجوان، آبان، آذر و دی ۱۳۸۵، شماره ۱۰۹–۱۱۱.
- از سایه تا سایه روشن با تزوتان تودورف، شهرام اقبال زاده، پرویز علوی، مجله آزما، فروردین ۱۳۸۶، شماره ۵۰.
- گفتارهای مدنی، رفتارهای غیر مدنی، شهرام اقبال زاده، جهان کتاب، مرداد و مهر۱۳۸۹، شماره ۲۵۵٬۲۵۶ و ۲۵۷.
- خاطره و خرد، شهرام اقبال زاده، کتاب ماه کودک و نوجوان، خرداد ۱۳۹۰، شماره ۱۶۴.
- فضیلت یک هنرمند، شهرام اقبال زاده، کتاب ماه کودک و نوجوان، مهر ۱۳۹۱، شماره ۱۸۰.
- صمد بهرنگی در آزمون تاریخ، شهرام اقبال زاده، روزنامه شرق، شماره ۲۶۱۴–۱۳۹۵ چهارشنبه ۲ تیر.